# Dexia atripes
Dexia atripes är en tvåvingeart som först beskrevs av Malloch 1935.  Dexia atripes ingår i släktet Dexia och familjen parasitflugor. Inga underarter finns listade i Catalogue of Life.